# Debra Byrne
Debra Anne "Debbie" Byrne (3 de marzo de 1957) es una actriz australiana, más conocida por haber interpretado a Kathy McLeod en Rebel y por haber participado en el programa Young Talent Time

## Biografía
Es hija de Vera, quien murió de cáncer en 1979, tiene cinco hermanos, su hermana Sandra murió en un accidente automovilístico en 1970. 
De pequeña Debra fue abusada sexualmente por su abuelo materno. A los 13 años tuvo una relación con un hombre 10 años mayor que ella que trabajaba en la producción del programa "Young Talent Time", el caso término yendo a corte y el hombre fue acusado por violación a una menor. Más tarde todo lo sucedido ocasionó que Debra comenzará a sufrir una adicción a las drogas entre 1980 y 1985. Poco después un video sexual con su pareja fue robado y filtrado a los medios de comunicación.
Se casó con el actor australiano Neil Melville, sin embargo la pareja se separó
Debra tuvo una relación y tuvo una hija, Lauren.
Comenzó otra relación y de ella nació su hija, Arja.
Más tarde salió con el músico francés Ced Le Meledoy, la pareja tuvo una hija Lucille "Lulu" Le Meledo, sin embargo más tarde se separaron.

## Carrera
Debra hizo su debut en la televisión cuando se unió al programa Brian and the Juniors el predecesor del programa Young Talent Time, el cual se unió y estuvo en el hasta 1975.
En 1980 tuvo su propia serie junto a John Farnham llamada Farnham and Byrne.
Volvió a interpretar el personaje de Fantine de la obra Les Miserables en The Complete Symphonic Recording of Les Misérables.
Con solo 15 años apareció como invitada en el programa The Graham Kennedy Show.
Entre 1991 y 1992 apareció en la serie policíaca Police Rescue donde interpretó a Tricia y Maria Mellick.
En 1992 apareció como invitada en varios episodios de la exitosa serie australiana Home and Away donde interpretó a Julia Bowman, una amiga de Alf Stewart.
El 17 de octubre del 2007 interpretó de nuevo a Grizabella en el musical Cats el cual se presentó en el Derwent Entertainment Centrey contó con la participación de Craig Irons, Alan Bacon y Andrew Casey.
En el 2008 se unió al elenco de la serie policíaca City Homicide donde interpretó a Marijke Sherman.
En el 2012 se unió al elenco principal de la serie australiana Tricky Business donde interpretó a la matriarca de la familia, la organizada y generosa Claire Christie, hasta el final de la serie, luego de que fuera cancelada al finalizar la primera temporada por las bajas audiencias.
En el 2014 se unió al elenco recurrente de la miniserie Fat Tony & Co donde interpretó a Judy Moran, la matriarca del clan Moran (miembros del crimen).
En febrero del 2018 volvió a dar vida a Judy Moran en la miniserie Underbelly Files: Chopper.

### Carrera musical
En 1988  fue invitada para participar en el concierto Royal Bicentennial para el príncipe y la princesa de Gales,el grupo estuvo compuesto por 1,500 niños.
Ha sacado sus albúms "Caught in the Act" el cual se estrenó en 1991 y "Sleeping Child" en 1994 el cual incluyó canciones relacionadas con sus hijos, las relaciones, el abuso sexual, la dependencia de sustancias, la pérdida y el dolor. Más tarde sacó su tercer álbum "New Ways to Dream". 
En 1995 lanzó su primer solo llamado He's a Rebel por siete semanas se mantuvo en la primera posición en Australia. Poco después lanzó las canciones Da Doo Ron Ron y The Boogeyman.
Grabó la canción "Nature's Lament" en la producción australiana de la obra Les Misérables.

## Filmografía

### Series de televisión
| Año         | Título                    | Personaje       | Notas                         |
| ----------- | ------------------------- | --------------- | ----------------------------- |
| 2018        | Underbelly Files: Chopper | Judy Moran      | 2 episodios - miniserie       |
| 2016        | Upper Middle Bogan        | Susan           | ep. "If You Knew Susie"       |
| 2014        | Fat Tony & Co             | Judy Moran      | 6 episodios                   |
| 2012        | Tricky Business           | Claire Christie | 13 episodios                  |
| 2008        | City Homicide             | Marijke Sharman | episodio "Life After Death"   |
| 2002        | The Secret Life of Us     | Peta            | 4 episodios                   |
| 1998        | State Coroner             | Tracy Dabovich  | episodio "Three's a Crowd"    |
| 1996        | Naked: Stories of Men     | Sharon          | episodio "Cross Turning Over" |
| 1993        | Law of the Land           | Jen Jardine     | -                             |
| 1991 - 1992 | Police Rescue             | Maria Mellick   | 2 episodios                   |
| 1992        | Home and Away             | Julia Bowman    | 22 episodios                  |
| -           | The Flying Doctors        | -               | -                             |
| -           | G.P.                      | -               | -                             |

### Películas
| Año  | Título          | Personaje    | Notas                                             |
| ---- | --------------- | ------------ | ------------------------------------------------- |
| 1985 | Rebel           | Kathy McLeod | junto a Matt Dillon, Bryan Brown & Bill Hunter    |
| 1972 | Caravan Holiday | Debbie       | junto a Vikki Broughton, Jane Scali & Julie Ryles |

### Autobiografía
| Año  | Título         | Notas     |
| ---- | -------------- | --------- |
| 2006 | Not Quite Ripe | escritora |

### Apariciones
| Año         | Programa                |
| ----------- | ----------------------- |
| -           | Tonight                 |
| -           | The Saturday Show       |
| -           | The Graham Kennedy Show |
| 1971 - 1975 | Young Talent Time       |
| -           | Brian and the Juniors   |

### Directora, escritora, cantante y productora
| Año  | Obra/Programa                     | Notas                                   |
| ---- | --------------------------------- | --------------------------------------- |
| 2002 | Australian Survivor               | 6 episodios - supervisora de producción |
| 2002 | Girls, Girls, Girls               | cantante                                |
| 2001 | Debra Byrne Up Close and Personal | cantante                                |
| 1997 | Oz Encounters: UFO's in Australia | presentadora & escritora                |

### Teatro
| Año         | Obra                           | Personaje     | Director (a)      | Teatro                | Notas                                                                |
| ----------- | ------------------------------ | ------------- | ----------------- | --------------------- | -------------------------------------------------------------------- |
| 2012        | Ripe                           | -             | -                 | Space Theatre         | -                                                                    |
| 2010        | Mary Poppins                   | Bird Lady     | Matthew Bourne    | Her Majesty's Theatre | junto a Natalie Alexopoulos, Louise Bell & Marina Prior              |
| 2009        | Metro Street                   | Sue           | Geordie Brookman  | -                     | junto a Cameron Goodall, Nancye Hayes & Jude Henshall                |
| 2008        | Follies                        | -             | Roger Hodgman     | State Theatre         | junto a Kenneth Collins, Nancye Hayes & Melissa Langton              |
| 2007        | Little Me                      | -             | Roger Hodgman     | State Theatre         | junto a Daniel Fletcher, Peter Lowrey & Adam Murphy                  |
| 2006        | Thoroughly Modern Millie       | -             | Roger Hodgman     | State Theatre         | junto a David Harris, Adam Murphy & Nicki Wendt                      |
| 1985, 2007  | Cats                           | Grizabella    | -                 | Royal Theatre         | junto a Anthony O'Keefe, Grant Smith, Craig Irons & Alan Bacon       |
| 2006        | Kookaburra Launch Concert      | -             | Gale Edwards      | Lyric Theatre         | junto a John Waters, Peter Cousens, Ian Stenlake & Drew Forsythe     |
| 2005        | Love Letters                   | -             | John Clark        | Parade Theatre        | junto a Steve Bisley, Noni Hazlehurst, Georgie Parker & Peter Phelps |
| 2004, 2005  | Minefields and Miniskirts      | -             | Terence O'Connell | Playhouse Theatre     | junto a Robyn Arthur, Sally Cooper & Anne Wood                       |
| 2002        | Chookahs                       | -             | -                 | -                     | junto a Anne E. Stewart & Malcolm Hansford                           |
| 2002        | Pinocchio                      | -             | -                 | -                     | junto a Mark Doggett, Andrew Dunne & David Piggott                   |
| 2001        | Paris-Melbourne                | -             | -                 | -                     | junto a Matthew Arnold & Ced Le Meledo                               |
| 1996 - 1997 | Sunset Boulevard               | Norma Desmond | -                 | Regent Theatre        | junto a Hugh Jackman, Catherine Porter & Amanda Harrison             |
| 1996        | Gala Re-Opening-Regent Theatre | -             | Richard Wherrett  | Regent Theatre        | junto a Rhonda Burchmore, Kate Ceberano & Marina Prior               |
| 1988 - 1989 | Les Miserables                 | Fantine       | -                 | -                     | junto a Gary Morris, Philip Quast, Gay Soper & Michael Ball          |
| -           | Jerry's Girls                  | -             | -                 | -                     | -                                                                    |
| -           | Hot Shoe Shuffle               | -             | -                 | -                     | -                                                                    |
| -           | Caught In the Act Again        | -             | -                 | -                     | -                                                                    |
| 1972        | Carols by Candlelight          | -             | -                 | -                     | -                                                                    |

## Premios y nominaciones
| Año  | Categoría                           | Premio              | Película/Programa/Obra                          | Resultado |
| ---- | ----------------------------------- | ------------------- | ----------------------------------------------- | --------- |
| 2009 | Best Actress                        | Daegu Musical Award | Metro Street                                    | Ganadora  |
| 2002 | Best Musical Arrangement            | Green Room Award    | Caught in the Act Again                         | Nominada  |
| 2002 | Best Cabaret Performance            | Green Room Award    | Caught in the Act Again                         | Nominada  |
| 2002 | Best Cabaret                        | Herald Sun Award    | Girls, Girls, Girls                             | Ganadora  |
| 1991 | Best Theatre Musical Soundtrack     | Grammy Award        | The World Symphonic Recording of Les Misérables | Ganadores |
| 1985 | Best Actress in a Lead Role         | AFI Award           | Rebel                                           | Nominada  |
| 1985 | Female Vocal Performer              | MO Award            | -                                               | Ganadora  |
| 1975 | Best Teenage Television Personality | Logie Award         | Young Talent Time                               | Ganadora  |
| 1975 | TV Week Queen of Pop Award          | TV Week Award       | Young Talent Time                               | Ganadora  |
| 1974 | Best Teenage Television Personality | Logie Award         | Young Talent Time                               | Ganadora  |
| 1974 | TV Week Queen of Pop Award          | TV Week Award       | Young Talent Time                               | Ganadora  |